# Armored Core
Armored Core (アーマード・コアシリーズ), ou A.C. en abrégé, est une série de jeux vidéo japonais développée par FromSoftware et apparue en 1997. Le joueur y pilote un mecha (sorte de robot géant) dans des jeux d’action ou de tir objectif. Les plates-formes phares de la série sont les différentes PlayStation, mais d’autres machines sont également exploitées comme la Xbox 360 ou les téléphones portables. Un anime et un manga en sont aussi dérivés.

## Présentation
Armored Core s’inspire à l’origine de la mouvance du real robot, où les mechas sont considérés comme de simples armes produites en masse. Le joueur a notamment l’opportunité de modifier et personnaliser l’équipement et les différentes parties de son robot à volonté, la plupart du temps grâce aux récompenses de mission (argent ou objets). Dans le jeu, il faut en général tenir compte de plusieurs facteurs physiques comme l’énergie du mecha.
Quant au scénario, il se présente la plupart du temps sous la forme d’une suite de missions à réaliser dans un univers futuriste, le joueur incarnant un mercenaire. Les premiers opus avaient la réputation d’être très difficiles, même si les derniers comme Armored Core 4 se veulent plus abordables.

## Liste des produits

### Jeux vidéo
| 1997 | Armored Core                       |
| 1997 | Armored Core: Project Phantasma    |
| 1998 |                                    |
| 1999 | Armored Core: Master of Arena      |
| 2000 | Armored Core 2                     |
| 2001 | Armored Core 2: Another Age        |
| 2002 | Armored Core 3                     |
| 2003 | Silent Line: Armored Core          |
| 2004 | Armored Core: Nexus                |
| 2004 | Armored Core: Mobile Mission       |
| 2004 | Armored Core: Nine Breaker         |
| 2004 | Armored Core: Formula Front        |
| 2005 | Armored Core: Last Raven           |
| 2005 | Armored Core: Mobile 2             |
| 2005 | Armored Core: Mobile Online        |
| 2006 | Armored Core 4                     |
| 2007 | Armored Core: Mobile 3             |
| 2008 | Armored Core: Mobile 4             |
| 2008 | Armored Core: For Answer           |
| 2009 | Armored Core 3 Portable            |
| 2009 | Armored Core: Silent Line Portable |
| 2010 | Armored Core: Last Raven Portable  |
| 2011 |                                    |
| 2012 | Armored Core V                     |
| 2013 | Armored Core: Verdict Day          |
| 2014 |                                    |
| 2015 |                                    |
| 2016 |                                    |
| 2017 |                                    |
| 2018 |                                    |
| 2019 |                                    |
| 2020 |                                    |
| 2021 |                                    |
| 2022 |                                    |
| 2023 | Armored Core VI: Fires of Rubicon  |

Ci-dessous figure la liste exhaustive des jeux vidéo de la série (entre parenthèses figurent les dates de sortie initiales au Japon.
PlayStation
- Armored Core (1997)
- Armored Core: Project Phantasma (1997)
- Armored Core: Master of Arena (1999)

PlayStation 2
- Armored Core 2 (2000)
- Armored Core 2: Another Age (2001)
- Armored Core 3 (2002)
- Silent Line: Armored Core (2003)
- Armored Core: Nexus (2004)
- Armored Core: Nine Breaker (2004)
- Armored Core: Last Raven (2005)

PlayStation 3 / Xbox 360
- Armored Core 4 (2006)
- Armored Core: For Answer (2008)
- Armored Core V (2012)
- Armored Core: Verdict Day (2013)

PlayStation Portable
- Armored Core: Formula Front: Extreme Battle (2004)
- Armored Core 3 Portable (2009)
- Armored Core: Silent Line Portable (2009)
- Armored Core: Last Raven Portable (2010)

PlayStation 4 / PlayStation 5 / Xbox One / Xbox Series / Windows
- Armored Core VI: Fires of Rubicon (2023)

Téléphone portable
- Armored Core: Mobile Mission (2005)
- Armored Core: Mobile Online (2005)
- Armored Core: Mobile 2 (2005)
- Armored Core: Mobile 3 (2007)
- Armored Core: Mobile 4 (2008)

### Autres
Anime
- Armored Core: Fort Tower Song réalisé par Kobun Shizuno et le studio Viewworks[4]

Manga
- Armored Core: Tower City Blade de Fujimi Shobo[5]

## Réception
Les jeux de la série sont en général bien accueillis par la presse, quoique de façon inégale ; GameRankings relève des notes allant de 60 à 75 % pour quelques dizaines de tests par opus.